# 1140 Crimea
1140 Crimea là một tiểu hành tinh vành đai chính orbiting Sun. Approximately 28 kilometers in diameter, Nó hoàn thành một chu kỳ quay quanh Mặt Trời là 5 năm. Chu kỳ tự quanh là 10 giờ. Nó được phát hiện bởi Grigory Nikolaevich Neujmin ngày 30 tháng 12 năm 1929 ở Simeiz Observatory. Nó được đặt theo tên the southern peninsula thuộc Ukraina, Krym (at the time part thuộc nước Nga Xô viết), extending into Black Sea where Simeis is located. Tên ban đầu của nó là 1929 YC.